# Cormery
 Cormery  ist eine französische Gemeinde mit 1860 Einwohnern (Stand 1. Januar 2022) im Département Indre-et-Loire in der Region Centre-Val de Loire. Sie gehört zum Arrondissement Loches und zum Kanton Bléré.

## Geografie
Die Gemeinde Cormery liegt an der Indre, etwa zwölf Kilometer südöstlich von Tours.

## Bevölkerungsentwicklung
| Jahr      | 1962 | 1968 | 1975 | 1982 | 1990 | 1999 | 2007 | 2018 |
| Einwohner | 928  | 1032 | 1106 | 1169 | 1323 | 1542 | 1643 | 1784 |

## Verkehr
Cormery hat einen Bahnhalt an der Bahnstrecke Joué-lès-Tours–Châteauroux, der im Regionalverkehr von Zügen des Transport express régional bedient wird.

## Sehenswürdigkeiten
- Ruine der Klostergebäude aus dem 11. bis 15. Jahrhundert der 791 gegründeten Benediktiner-Abtei Saint-Paul de Cormery, als Monument historique unter Denkmalschutz[1]
- Marienkapelle (Chapelle de la Vierge), 15. Jahrhundert, Monument historique
- Totenleuchte, 12. Jahrhundert, Monument historique seit 1920[2]
- Église Notre-Dame-de-Fougeray de Cormery aus dem 12. Jahrhundert, Monument historique seit 1912[3]
- Logis de l’Aumonier, 15. Jahrhundert

## Nachweise
1. ↑  Monuments historiques: Abbaye de Cormery
2. ↑  Monuments historiques: Lanterne des Morts
3. ↑  Monuments historiques: Église Notre-Dame-de-Fougeray